# Biobío (rzeka)
Biobío (hiszp. Río Biobío, inne formy zapisu: Bío-Bío lub Bío Bío) – górska, zasobna w wodę rzeka w środkowym Chile. Długość wynosi 380 km (druga pod względem długości rzeka Chile), powierzchnia dorzecza – 24,3 tys. km². Jej źródła znajdują się w Andach Patagońskich, a uchodzi do Oceanu Spokojnego w pobliżu miasta Concepción.
Od nazwy rzeki pochodzi nazwa regionu Biobío.

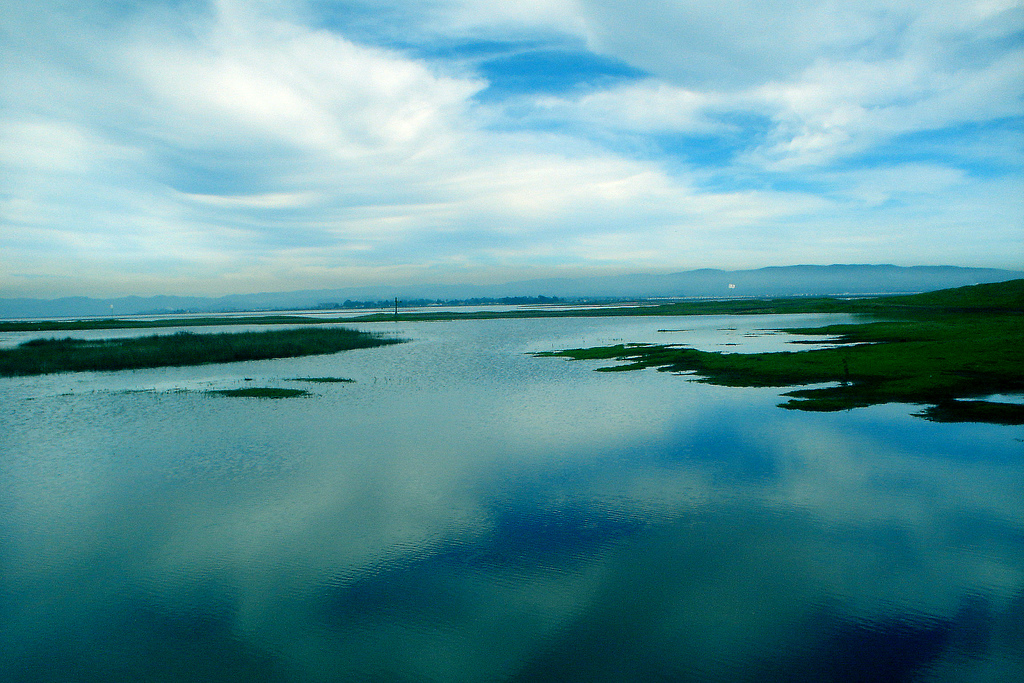
Ujście Biobío do Oceanu Spokojnego